# John van den Heuvel
John van den Heuvel (Amsterdam, 26 december 1962) is een Nederlands (misdaad)journalist, columnist, presentator, televisieproducent en voormalig politieagent.

## Biografie
Van den Heuvel is geboren in Amsterdam en groeide op in Eindhoven als zoon van een Marokkaanse vader en een Nederlandse moeder. Zijn Marokkaanse vader heeft hij nooit gekend. Direct na het afronden van de havo in Eindhoven begon hij zijn carrière bij de Amsterdamse politie. Hij werkte in Amsterdam als rechercheur bij de CID. Sinds 1990 is hij misdaadverslaggever bij De Telegraaf. Sindsdien werkte hij aan talloze nationale en internationale misdaadreportages. Zijn co-auteur was doorgaans Bert Huisjes, die minder op de voorgrond trad dan hij en in 2011 overstapte naar omroep WNL.
Hij ontmaskerde Desi Bouterse als drugsbaron, schreef als eerste over de criminele handel en wandel van de vermoorde vastgoedtycoon Willem Endstra, onthulde spectaculaire achtergronden van de reeks liquidaties in de Amsterdamse onderwereld en bracht licht in de zaak van de drie vermoorde Hells Angels in Limburg.
Verder beschreef Van den Heuvel van binnenuit de internationale drugsmaffia, deed zelf onderzoek in het criminele milieu in Suriname, de Nederlandse Antillen, Aruba en hét brandpunt van de mondiale drugsscene, Colombia. Daar had hij in de gevangenis ook een exclusieve ontmoeting met de broer van de vermoorde cocaïnekoning Pablo Escobar. Al sinds de start van RTL Boulevard in 2001 is hij als misdaaddeskundige aan het RTL 4-programma verbonden. Daarnaast schreef Van den Heuvel boeken over onder meer Bram Moszkowicz, Desi Bouterse en over hoe de Colombiaanse drugskartels de Antillen in hun greep kregen.
In januari 2007 kreeg hij ook een misdaad-televisieprogramma bij de TROS onder de naam Bureau van den Heuvel. Voorheen presenteerde hij voor RTL Bureau Misdaad.
In januari 2009 is hij het televisieprogramma Das je goed recht gaan presenteren op SBS6. Dit programma heeft hij overgenomen van presentator Alberto Stegeman.
In 2011 maakte Van den Heuvel als presentator de overstap van SBS6 naar RTL. In januari en februari van dat jaar werd het programma Recht Gezet! uitgezonden, dat gemiddeld 900.000 kijkers trok. In Recht Gezet! opende Van den Heuvel de jacht op oplichters, digitale loverboys, malafide bedrijven en internetfrauders. Van den Heuvel kwam op voor de gewone burger, wie onrecht is aangedaan, maar die niet over de financiële middelen beschikt om dure advocaten of andere juridische hulp in te schakelen.
Sinds eind 2012 presenteert Van den Heuvel het RTL 4-programma Ontvoerd. In Ontvoerd probeert hij samen met een team ouders te helpen die zijn geconfronteerd met internationale kinderontvoering door hun ex-partner. Het programma werd van december tot en met februari uitgezonden en trok gemiddeld 1,6 miljoen kijkers. Sinds 2014 presenteert Van den Heuvel het RTL 4-programma Op de vlucht.
Naast zijn werkzaamheden voor Ontvoerd en Op de vlucht is Van den Heuvel nog altijd werkzaam bij De Telegraaf en is hij misdaaddeskundige bij RTL Boulevard. In 2012 en 2013 volgde hij de zaak rondom kickbokser Badr Hari, verschenen er meerdere artikelen over de Hells Angels en Satudarah en ontmaskerde hij de wanpraktijken van voormalig afkick-goeroe Keith Bakker. Samen met Telegraaf-collega Bert Huisjes spoorde hij in Turkije de tot dan voortvluchtige en internationaal gezochte Turkse vrouwenhandelaar Saban Baran op. Van den Heuvel tekende in 2006 als eerste het verhaal op van Peter La Serpe over een aantal moorden. La Serpe werd na een cokedealrip kroongetuige van justitie en maakt het bewijs voor de rechter namens justitie waarmee de verdachten in het proces veroordeeld zijn en nog kunnen worden. Deze zaak loopt nu in hoger beroep.
Begin mei 2013 werd crimineel Rob Z. vervolgd door justitie. De zaak kwam aan het rollen nadat Richard T. aan de misdaadjournalist opbiechtte dat hij in opdracht van Rob Z. meerdere 'klusjes' had uitgevoerd, waaronder een moordpoging en een granaataanslag. T. heeft schoon schip gemaakt door een deal met justitie. In 2013 kreeg Rob Z. 20 jaar cel opgelegd.
Er was ook kritiek op Van den Heuvel. Na de vrijlating van Willem Holleeder in 2012 was er onenigheid met hem en het NTR-programma College Tour. Presentator Twan Huys had Holleeder later dat jaar uitgenodigd als gast en dat kon Van den Heuvel niet begrijpen. Toen Holleeder in het programma verscheen, kwam hij op de proppen met een mail, afkomstig van Van den Heuvel. Holleeder toonde Huys de e-mail van Van den Heuvel, met het verzoek voor een gesprek in een luxueuze villa.
In 2017 deed Van den Heuvel mee aan het programma Het Jachtseizoen van StukTV waarin hij niet is ontsnapt. Sinds april 2018 presenteert Van den Heuvel samen met Nicolette Kluijver het programma Online Misbruik Aangepakt op RTL 5.
In november 2018 werd bekend dat Van den Heuvel voorlopig niet aanwezig mag zijn bij de uitzendingen van RTL Boulevard vanaf het Leidseplein in Amsterdam vanwege bedreigingen aan zijn adres. De Amsterdamse driehoek -destijds van burgemeester Femke Halsema, hoofdofficier van justitie Nicole Zandee en politiechef Pieter-Jaap Aalbersberg- vond dat een te groot risico voor de veiligheid van de inwoners. Begin februari 2019 keerde hij weer terug bij het programma. Na de fatale aanslag op Peter R. de Vries was Van den Heuvel ook enige tijd niet aanwezig bij de show.
In mei 2019 is de Pim Fortuynprijs aan hem toegekend.
Voor de film The Angry Birds Movie 2 (2019) sprak hij de stem in van Jerry.

## Televisie
| Televisie als presentator | Televisie als presentator               | Televisie als presentator                      |
| Jaar                      | Productie                               | Opmerkingen                                    |
| ------------------------- | --------------------------------------- | ---------------------------------------------- |
| 2001–heden                | RTL Boulevard                           | Misdaaddeskundige                              |
| 2005–2008                 | Bureau Misdaad                          | Crime-programma op RTL 4                       |
| 2007                      | Bureau van den Heuvel                   | Crime-programma op TROS                        |
| 2009                      | RTL Exclusief                           | Informatief programma op RTL 4                 |
| 2009–2011                 | Das je goed recht                       | Crime-programma op SBS6                        |
| 2011–2012                 | Recht Gezet!                            | Crime-programma op RTL 4                       |
| 2012–heden                | Ontvoerd                                | Crime-programma op RTL 4 en RTL 5              |
| 2014–2018                 | Op de vlucht                            | Crime-programma op RTL 4                       |
| 2018                      | Online Misbruik Aangepakt               | Presentatieduo met Nicolette Kluijver op RTL 5 |
| 2018–2020                 | Dossier van den Heuvel                  | Crime-programma op RTL 4                       |
| 2021                      | Crime Desk                              | Crime-programma op RTL 5                       |
| Televisie als deelnemer   |                                         |                                                |
| Jaar                      | Productie                               | Opmerkingen                                    |
| 2008                      | Videoclip Ik hou d'r zo van             | Gastrol                                        |
| 2009                      | Laat ze maar lachen                     | Team RTL Boulevard                             |
| 2009                      | Wat vindt Nederland?                    | Team 2 met Ariane Meijer en Mark Teurlings     |
| 2009                      | Let's Dance                             | Afgevallen in show 3                           |
| 2009, 2012                | Ik hou van Holland                      | 2009: Team Peter 2012: Team Guus               |
| 2010                      | De TV Kantine                           | Gastrol                                        |
| 2011                      | De Jongens tegen de Meisjes             | Team Tijl - Verliezend team                    |
| 2011                      | The Passion                             | Gastrol als politieofficier                    |
| 2012                      | Van der Vorst ziet sterren              | Peter van der Vorst kwam op bezoek             |
| 2012                      | Mijn vader is een detective: The Battle | Gastrol                                        |
| 2013                      | Weet Ik Veel                            | Winnaar van de aflevering                      |
| 2014                      | De Kist                                 | Hoofdgast                                      |
| 2017                      | Het Jachtseizoen                        | Hij wist niet van StukTV te ontsnappen         |
| 2018                      | De Kwis                                 | Hoofdgast                                      |
| 2019                      | Zomergasten                             | Hoofdgast                                      |
| 2020                      | Hoge Bomen                              | Hoofdgast                                      |
| 2020                      | The Masked Singer (Oudejaarsspecial)    | Klok                                           |
| 2021                      | Oh, wat een jaar!                       | Team Ruben                                     |
| 2025                      | De Reünie                               | Hoofdgast                                      |

## Ambassadeur
Van den Heuvel is sinds 2008 ambassadeur van de Stichting Desert-Cops. Deze stichting heeft zich tot doel gesteld de medische vervoersproblemen in Gambia te verkleinen. Van den Heuvel zal zo veel mogelijk positieve publiciteit creëren voor de stichting.
Naast zijn ambassadeurschap voor de Stichting Desert-Cops zet Van den Heuvel zich sinds 2012 in voor de stichting Hulp voor Hulpverleners. In een van zijn wekelijkse columns schreef de misdaadjournalist dat hij geen seconde twijfelde toen hij werd gevraagd om zich in te zetten voor de stichting.
Van den Heuvel is daarnaast, samen met onder anderen Frans Bauer en John Heitinga, het gezicht van het Sterrenfonds. Het fonds steunt goede doelen en organisaties, die kinderen een steuntje in de rug geven. Door het extraatje hoopt het doel wensen in vervulling te laten gaan.

## Privé
Van den Heuvel is getrouwd en heeft drie zoons. Verder is hij een supporter van de voetbalclub PSV.